# 孫壽

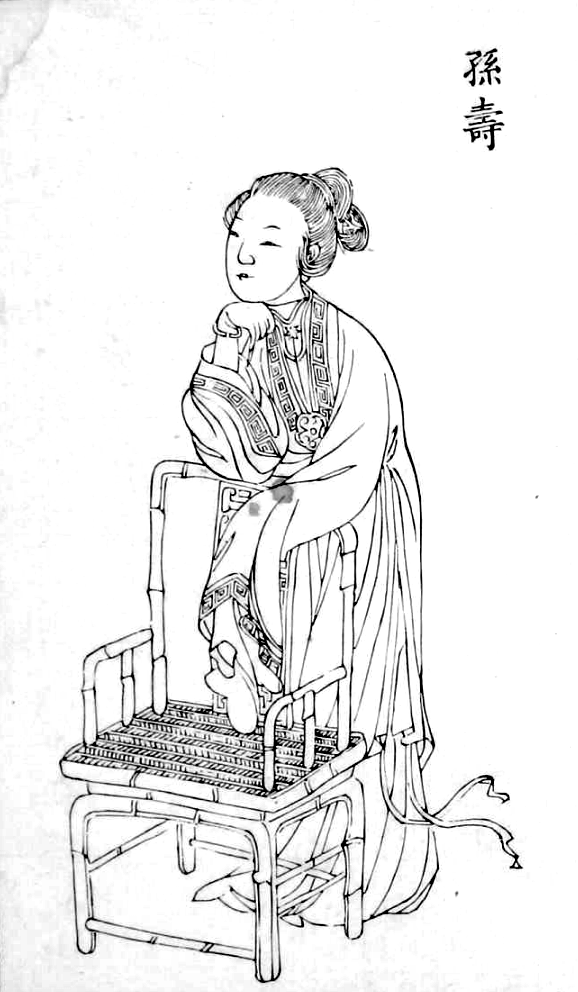
孫寿像，出自《百美新咏图传》

孫壽（？—159年9月9日），东汉人物，大将军梁冀的妻子。
汉桓帝和平元年（150年），封孙寿为襄城君，同时用阳翟的租税，每年收入达五千万钱，加赐赤绂（红绶带），与长公主相同。据史书记载孙寿是一名很妖艳的女性，善作媚态迷惑梁冀，梁冀对她既宠爱，又害怕。梁冀所宠爱的管家奴秦宫，官至太仓令，可随意出入孙寿的住所。刺史和太守等高官，在赴任前都谒见辞别秦宫。梁冀和孙寿在街道两旁相对兴建豪华住宅，两人共同乘坐人力辇车，在家宅之内游玩。梁冀采纳孙寿的建议，罢免了很多梁氏家族成员的官职，抬高了孙氏家族的地位。孙寿的舅父梁纪，妻子宣有前夫郎中邓香的女儿邓猛女。孙寿因邓猛女容颜豔丽，自幼读书识字，认她做干女儿，把她送进掖庭，被桓帝封为贵人。延熹二年八月初十（159年9月9日），汉桓帝联合宦官单超、具瑗、尚书令尹勋、司隶校尉张彪包围梁冀的府第。收缴了他的大将军印信。梁冀和孙寿当天双双自杀。
《后汉书·梁统列传》载：“寿色美而善为妖态，作愁眉，啼妆，堕马髻，折腰步，龋齿笑，以为媚惑。”《搜神记》载：“汉桓帝元嘉中，京都妇女作愁眉、啼妆、堕马髻、折腰步、龋齿笑...始自大将军梁冀妻孙寿所为，京都翕然，诸夏效之。”